# USS Metivier (DE-582)
USS Metivier (DE-582) là một tàu hộ tống khu trục lớp Rudderow từng phục vụ cùng Hải quân Hoa Kỳ trong Chiến tranh Thế giới thứ hai. Nó là chiếc tàu chiến duy nhất của Hải quân Hoa Kỳ được đặt cái tên này, theo tên hạ sĩ quan Joseph Erene Henry Metivier (1920-1943), người từng phục vụ cùng tàu khu trục Eberle (DD‑430), đã tử trận khi tìm cách chiếm giữ chiếc tàu vượt phong tỏa Đức Karin tại Nam Đại Tây Dương vào ngày 10 tháng 3, 1943 và được truy tặng Huân chương Ngôi sao Bạc. Nó đã phục vụ cho đến khi chiến tranh kết thúc, xuất biên chế năm 1946, rồi cuối cùng bị bán để tháo dỡ vào năm 1969. Metivier được tặng thưởng ba Ngôi sao Chiến trận do thành tích phục vụ trong Thế Chiến II.

## Thiết kế và chế tạo
Lớp Rudderow có thiết kế hầu như tương tự với lớp Buckley trước đó; vì giữ lại kiểu động cơ turbine-điện General Electric, cung cấp điện năng cho mô-tơ điện để dẫn động hai trục chân vịt. Lớp này còn được gọi là kiểu TEV, do hệ thống động lực Turbo-Electric và cỡ pháo 5-inch (V).
Dàn pháo chính được nâng cấp lên hai khẩu pháo 5 inch (130 mm)/38 cal trên hai tháp pháo nòng đơn, được phân bố một phía trước mũi và một phía sau tàu. Hỏa lực phòng không được nâng lên hai khẩu đội pháo phòng không Bofors 40 mm nòng đôi và mười pháo phòng không Oerlikon 20 mm. Vũ khí chống ngầm bao gồm một dàn súng cối chống tàu ngầm Hedgehog Mk. 10 (có 24 nòng và mang theo 144 quả đạn); hai đường ray Mk. 9 và tám máy phóng K3 Mk. 6 để thả mìn sâu. Con tàu vẫn giữ lại ba ống phóng ngư lôi Mark 15 21 inch (533 mm), và được trang bị radar SL dò tìm không trung và radar SC/SA dò tìm mặt biển. Thủy thủ đoàn đầy đủ bao gồm 15 sĩ quan và 168 thủy thủ.
Metivier được đặt lườn tại Xưởng tàu Bethlehem-Hingham ở Hingham, Massachusetts vào ngày 24 tháng 11, 1943. Nó được hạ thủy vào ngày 12 tháng 1, 1944, được đỡ đầu bởi bà Joseph Metivier, mẹ của hạ sĩ quan Metivier, và nhập biên chế cùng Hải quân Hoa Kỳ vào ngày 7 tháng 4, 1944 dưới quyền chỉ huy của Hạm trưởng, Thiếu tá Hải quân Francis Kernan, Jr.

## Lịch sử hoạt động
Rời Xưởng hải quân Boston vào ngày 3 tháng 6, 1944, Metivier đi đến Norfolk, Virginia hai ngày sau đó, nơi nó phục vụ như tàu huấn luyện dành cho thủy thủ đoàn các tàu hộ tống khu trục trong tương lai. Nó khởi hành từ Norfolk vào ngày 23 tháng 6 để hộ tống một đoàn tàu 91 chiếc vượt Đại Tây Dương để hướng sang Bắc Phi, đi đến Bizerte, Tunisia vào ngày 14 tháng 7. Sang tháng 8, nó lên đường cho chặng quay trở về Hoa Kỳ, về đến Norfolk vào ngày 31 tháng 8. Nó lại thực hiện một chuyến hộ tống vận tải khác vào ngày hôm sau để đi sang Địa Trung Hải, hoàn tất khi về đến New York vào ngày 17 tháng 10. Con tàu bắt đầu được chuẩn bị để điều động sang Mặt trận Thái Bình Dương.
Khởi hành từ New Jersey vào ngày 3 tháng 11, Metivier đi ngang qua kênh đào Panama; Bora Bora tại quần đảo Society; và Guadalcanal thuộc quần đảo Solomon trước khi đi đến Hollandia, New Guinea vào ngày 11 tháng 12, nơi nó gia nhập Đệ Thất hạm đội. Trong tám tháng tiếp theo con tàu làm nhiệm vụ hộ tống vận tải, tuần tra và bảo vệ tại khu vực Tây Nam Thái Bình Dương. Nó đã hỗ trợ cho cuộc đổ bộ lên vịnh Lingayen, Philippines vào ngày 9 tháng 1, 1945, rồi lên vịnh Subic vào ngày 29 tháng 1, tiếp nối bằng Chiến dịch Okinawa từ ngày 4 tháng 5. Con tàu đang có mặt tại Philippines khi Nhật Bản chấp nhận đầu hàng vào ngày 15 tháng 8, giúp chấm dứt vĩnh viễn cuộc xung đột.
Tách khỏi Bộ tư lệnh Tiền phương biển Philippine vào ngày 31 tháng 8, Metivier cùng Đội đặc nhiệm 70.3 lên đường hướng sang Okinawa, đi đến vịnh Buckner vào ngày 5 tháng 9. Nó bắt đầu hộ tống các đoàn tàu đi đến Jinsen, Triều Tiên. Đến cuối tháng 10, nó lên đường quay trở về Hoa Kỳ, đi ngang qua Trân Châu Cảng, Hawaii trước khi về đến San Diego, California vào ngày 8 tháng 11.
Metivier được cho xuất biên chế vào ngày 1 tháng 6, 1946, và đến tháng 1, 1947 được đưa về Hạm đội Dự bị Thái Bình Dương, thoạt tiên neo đậu tại San Diego, rồi từ ngày 1 tháng 1, 1959 được kéo đến Stockton, California. Tên nó được cho rút khỏi danh sách Đăng bạ Hải quân vào ngày 30 tháng 6, 1968, và cuối cùng con tàu bị bán để tháo dỡ vào tháng 6, 1969.

## Phần thưởng
Metivier được tặng thưởng ba Ngôi sao Chiến trận do thành tích phục vụ trong Thế Chiến II.
| Bronze star · Bronze star · Bronze star |  |  |
|                                         |  |  |

| Huân chương Chiến dịch Hoa Kỳ                      | Huân chương Chiến dịch Hoa Kỳ        | Huân chương Chiến dịch Châu Á-Thái Bình Dương với 3 Ngôi sao Chiến trận | Huân chương Chiến dịch Châu Á-Thái Bình Dương với 3 Ngôi sao Chiến trận |
| Huân chương Chiến dịch Châu Âu-Châu Phi-Trung Đông | Huân chương Chiến thắng Thế Chiến II | Huân chương Chiến thắng Thế Chiến II                                    | Huân chương Giải phóng Philippine (Philippine)                          |